# Skyteam (virksomhed)
 For alternative betydninger, se Skyteam. (Se også artikler, som begynder med Skyteam)
Skyteam er et kinesisk knallertmærke med fokus på produktion af klassiske knallerter i en moderne udgave. Desuden laver de ATV'er, cross-motorcykler, motorcykler og i begrænset omfang pedalbiler til børn.
Deres produkter er 4-taktere og er kendt for en god mekanisk kvalitet.
Firmaet blev startet i 1999 og i 2003 blev de første modeller, Dax og Monkey, hentet til Danmark. Siden er der kommet flere til, og til Danmark importeres nu følgende modeller:

Monkey (kopi af Honda Monkey)

Dax/Skymax (kopi af honda Dax)

PBR (kopi af Honda ZB50)

T-rex (kopi af Suzuki RV90 'VanVan')

Off Roader (eget design)

Fabrikken udvikler løbende nye modeller som bliver udstillet på to internationale motorcykelshows i henholdsvis Europa og USA. Deres produkter eksporteres til bl.a. Europa, USA, Australien, Afrika, Mellemøsten m.m.